# Molnby, Vallentuna kommun

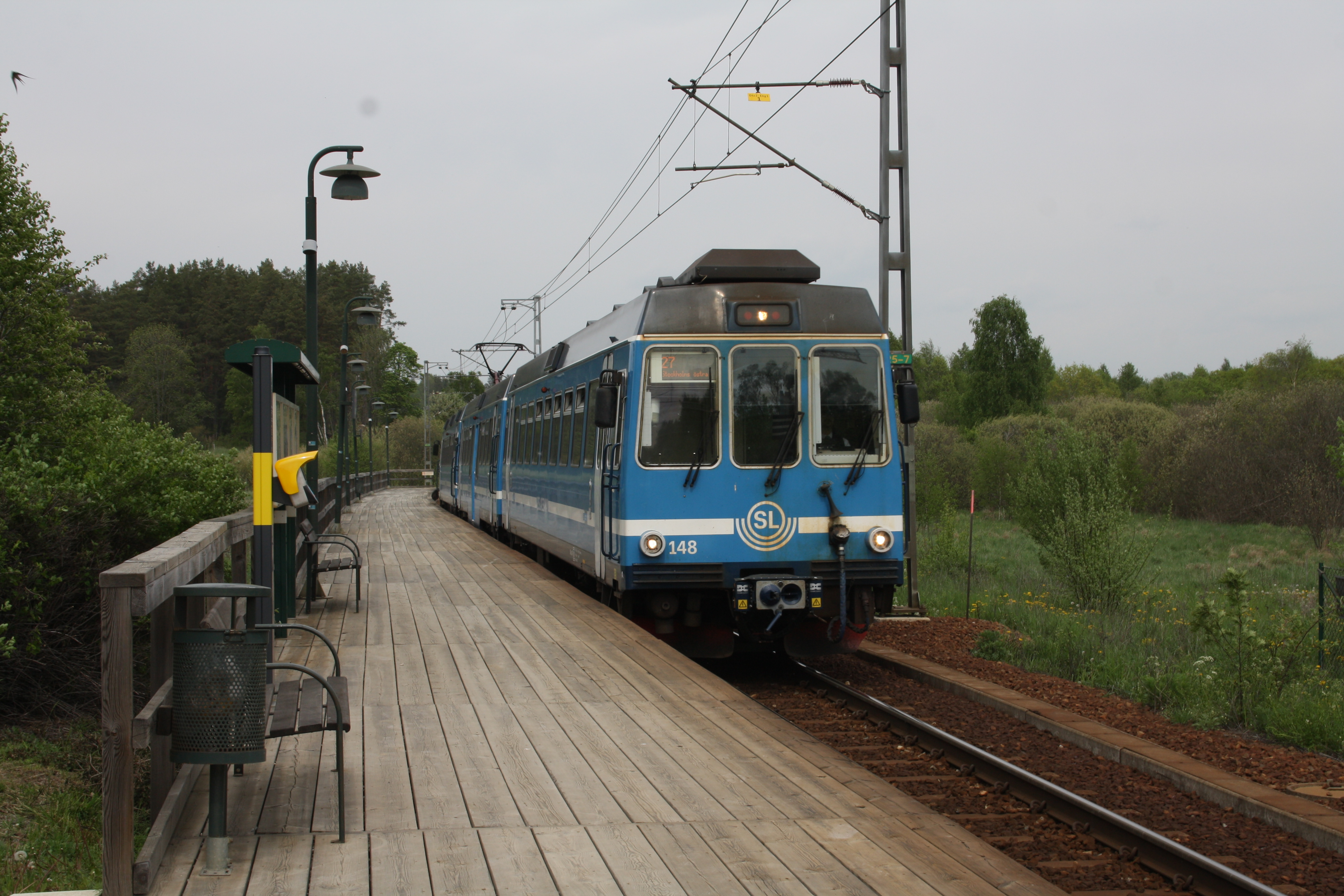
Molnby hållplats på Roslagsbanan

Molnby är ett område strax norr om samhället Vallentuna i Vallentuna kommun.
Molnby är en sammansättning av det gamla ordet mölne, som bildar förleden -moln, och efterleden -by, så namnet skulle alltså kunna tolkas som mjölnarbyn, eller byn där det bodde mjölnare.
Molnby har även en station, Molnby station, på Roslagsbanan, invigd 1890 . 
Här ligger Vallentunadepån för Roslagsbanans fordon som invigdes 2020. 

### Fotnoter
1. ↑  ”Molnby hållplats”. Digitalt museum. https://digitaltmuseum.se/021018047871/hallplats-togs-i-bruk-1890. Läst 11 oktober 2019.
2. ↑  ”Roslagsbanans depå i Molnby”. www.sll.se. Arkiverad från originalet den 24 juni 2021. https://web.archive.org/web/20210624204618/https://www.sll.se/verksamhet/kollektivtrafik/aktuella-projekt/roslagsbanan/tagdepa-i-molnby/. Läst 11 februari 2019.
3. ↑  ”Depå i Molnby - Sll”. www.sll.se. Arkiverad från originalet den 13 september 2017. https://web.archive.org/web/20170913004036/http://www.sll.se/verksamhet/kollektivtrafik/aktuella-projekt/Roslagsbanan/Tagdepa-i-Molnby/. Läst 22 september 2017.